# Lijst van voetbalinterlands Bangladesh - Japan
Deze lijst van voetbalinterlands is een overzicht van alle officiële voetbalinterlands tussen de nationale teams van Bangladesh en Japan. De landen hebben tot op heden vijf keer tegen elkaar gespeeld. De eerste ontmoeting, een vriendschappelijke wedstrijd, was op 4 augustus 1975 in Kuala Lumpur (Maleisië). Het laatste duel, een kwalificatiewedstrijd voor het Wereldkampioenschap voetbal 1994, was op 30 april 1993 in Dubai (Verenigde Arabische Emiraten).

## Wedstrijden
| № | Plaats       | Datum             | Competitie             | Wedstrijd          | Uitslag |
| - | ------------ | ----------------- | ---------------------- | ------------------ | ------- |
| 1 | Kuala Lumpur | 4 augustus 1975   | Vriendschappelijk      | Japan − Bangladesh | 3 − 0   |
| 2 | Daejeon      | 28 september 1986 | Aziatische Spelen 1986 | Japan − Bangladesh | 4 − 0   |
| 3 | Beijing      | 26 september 1990 | Aziatische Spelen 1990 | Japan − Bangladesh | 3 − 0   |
| 4 | Tokio        | 11 april 1993     | WK 1994 kwalificatie   | Japan − Bangladesh | 8 − 0   |
| 5 | Dubai        | 30 april 1993     | WK 1994 kwalificatie   | Bangladesh − Japan | 1 − 4   |

## Samenvatting
| Competitie        | Totaal gespeeld | Winst Bangladesh | Gelijk | Winst Japan | Doelsaldo Bangladesh – Japan |
| ----------------- | --------------- | ---------------- | ------ | ----------- | ---------------------------- |
| WK-kwalificatie   | 2               | 0                | 0      | 2           | 1 − 12                       |
| Aziatische Spelen | 2               | 0                | 0      | 2           | 0 − 7                        |
| Vriendschappelijk | 1               | 0                | 0      | 1           | 0 − 3                        |
| Totaal            | 5               | 0                | 0      | 5           | 1 − 22                       |

Wedstrijden bepaald door strafschoppen worden, in lijn met de FIFA, als een gelijkspel gerekend.